# Тьы-ном
Тьы-ном (вьет. chữ nôm, тьы-ном 字喃/𡨸喃/𡦂喃, IPA:cɨ˧ˀ˥ nom˧) — система письма на основе китайской иероглифики, использовавшаяся для записи вьетнамского языка. В настоящее время полностью вытеснена письменностью тьы куокнгы (вьет. chữ quốc ngữ, тьы-ном 字國語), созданной католическим миссионером Александром де Родом в XVII веке на основе латинского алфавита.
В тьы-ном использовались собственно китайские иероглифы (вьет. Hán tự), а также вьетнамские иероглифы, разработанные по китайской модели. Древнейшие памятники тьы-ном датируются XIII веком. Письменность использовалась вьетнамской элитой в основном для записи литературных текстов на вьетнамском языке (официальные документы в большинстве случаев писались не по-вьетнамски, а на классическом китайском языке, хотя предпринимались попытки придания тьы-ном официального статуса).

## История

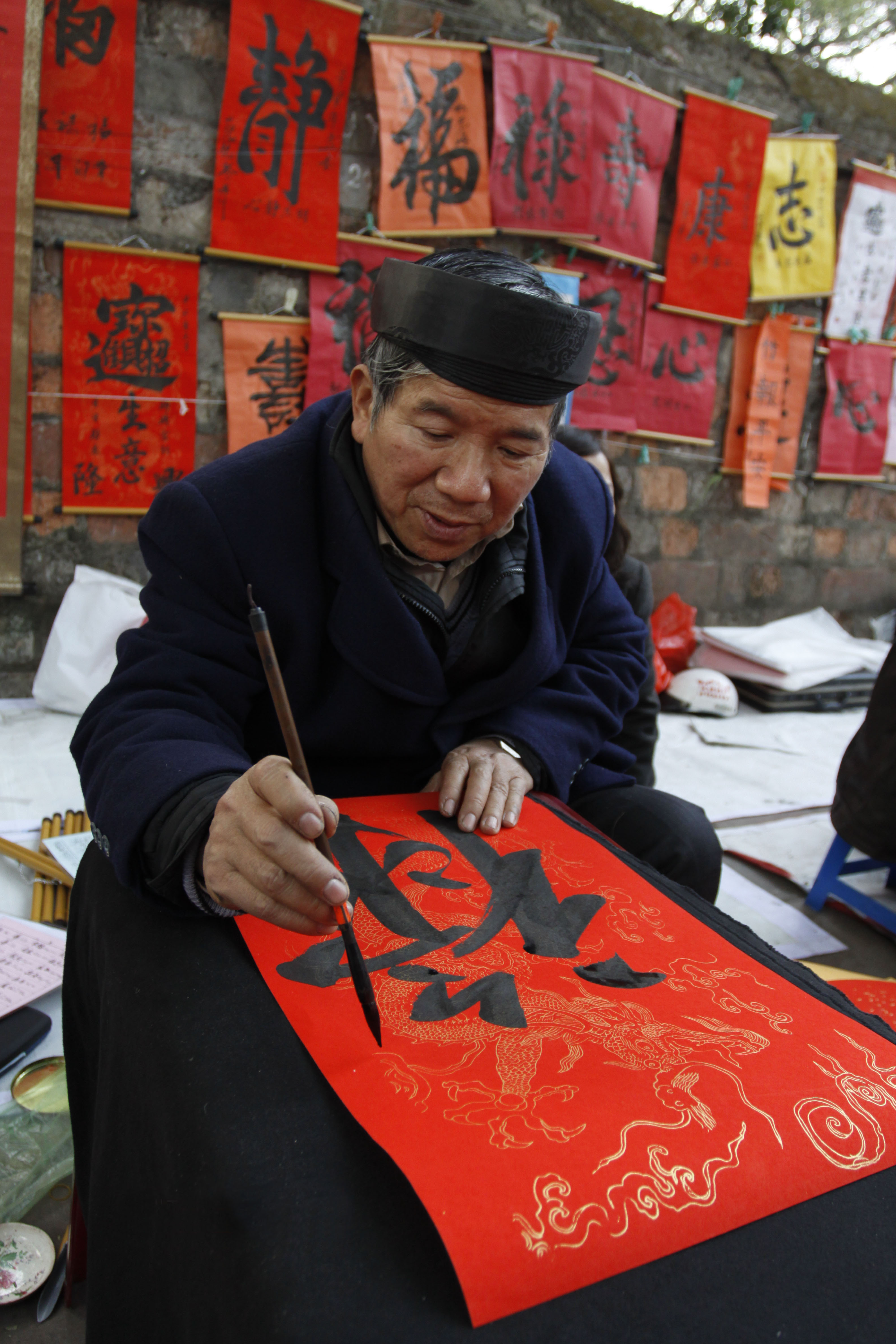
Каллиграф выписывает иероглифы

Вьетнам более тысячи лет (с 111 года до н. э. по 938 год н. э.) находился под китайским владычеством, в результате чего в качестве официального языка делопроизводства был принят классический китайский язык (chữ-nho, 字儒, тьы-нё).
Использование китайских иероглифов для записи вьетнамских слов впервые отмечается в посмертном титуле Фунг Хынга, национального героя, которому в конце VIII века удалось временно освободить страну от китайцев. Иероглифы титула (布蓋) могут соответствовать bố cái, («отец и мать», «родители») или vua cái («великий царь»). В X веке основатель династии Динь (968—979) называет свою страну Дайковьет (Đại Cồ Việt, 大瞿越). Второй иероглиф в этом названии является другим древним примером приспособления китайской иероглифики к вьетнамскому языку, хотя слово, которое оно обозначает, неизвестно.
До 1970-х годов считалось, что древнейшим дошедшим до нас памятником вьетнамской письменности является датируемая 1343 годом надпись на камне, содержащая названия около 20 деревень, записанных китайской иероглификой. Однако в 1970 году вьетнамские учёные сообщили об открытии стелы в пагоде Бао Ан (провинция Виньфу), датируемой 1209 годом, на которой при помощи 18 китайских иероглифов были записаны названия деревень и имена людей, пожертвовавших рисовые угодья пагоде.
Первое произведение на вьетнамском языке было создано в 1282 году, когда министр правосудия Нгуен Тхуен сочинил заклинание в стихах, которое было брошено в Красную реку, чтобы отогнать крокодилов. В конце XIII века во время правления династии Чан тьы-ном начинает систематизироваться и использоваться в литературе.
Как правило, тьы-номом владела только элита, так как он использовался в качестве помощи при обучении китайской иероглифике. После появления вьетнамской письменности было создано значительное количество литературы и появился ряд знаменитых писателей, включая жившего в XV веке поэта Нгуен Чая (1380—1442 гг.), написавшего первый сохранившийся сборник стихов («Сборник стихов на родном языке»). В XVIII веке появилась поэма «Стенания истерзанной души» Нгуен Зу и стихи поэтессы Хо Суан Хыонг. Многие произведения передавались устно в деревнях, поэтому даже неграмотные имели доступ к литературе.
В то же время официальные документы составлялись в основном на классическом китайском языке. Исключением было краткое правление династии Хо (1400—1407), когда китайский язык был отменён, а официальным языком стал вьетнамский. Однако последовавшее китайское вторжение положило конец этой практике. Во время правления династии Ле (1428—1788) во время социальных протестов в качестве одного из требований выдвигался переход к национальному языку и письменности, что привело к её запрету в 1663, 1718 и 1760 годах. Во время правления династии Тэйшон (1788—1802) была предпринята последняя попытка придать письменности официальный статус, однако правителями следующей династии Нгуен (1802—1945) был возвращён статус-кво. Зя Лонг, основатель династии Нгуен, первоначально поддерживал использование тьы-нома, однако вскоре после прихода к власти вернулся к классическому китайскому.
Начиная со второй половины XIX века французские колониальные власти начали ограничивать или просто запрещать использование классического китайского. Например, по их распоряжению в 1915 и 1918—1919 годах не проводились традиционные экзамены на государственные должности, в которых акцентировалось владение китайским языком. Сокращение использования китайского языка (а следовательно, и китайской письменности) привело также к угасанию тьы-нома, поскольку эти системы письма были тесно связаны между собой. Альтернативная система письма, куок нгы, поддерживалась колониальными властями и становилась всё более стандартизированной и распространённой, что привело к окончательному вымиранию тьы-нома в середине XX века.

## Классификация

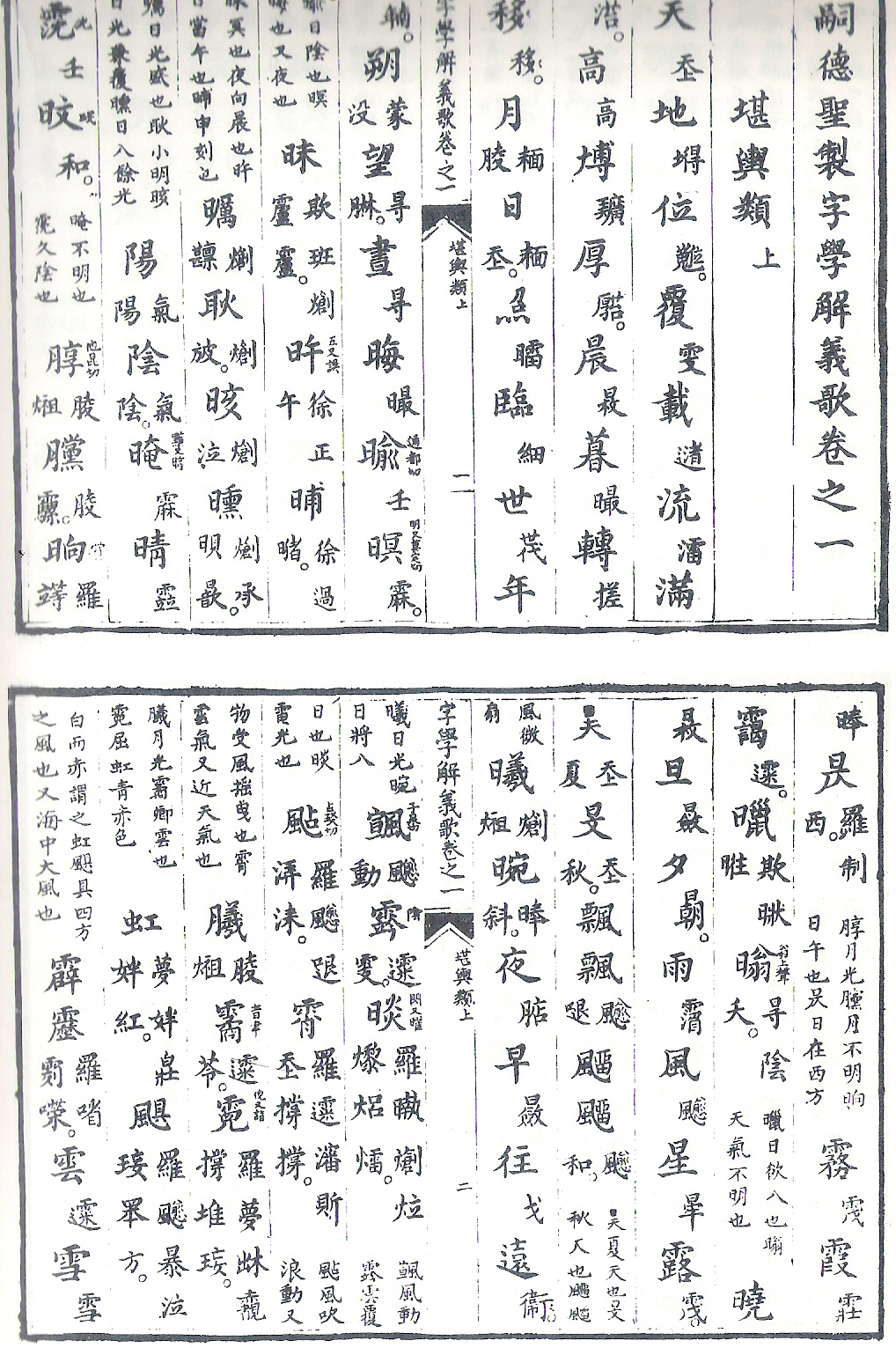
Страница из, учебника, созданного в XIX веке для обучения вьетнамских детей китайскому языку. Авторство приписывается императору Ты Дыку, четвертому императору династии Нгуен. В этом учебнике тьы-ном используется для объяснения китайских иероглифов, например, используется для объяснения иероглифа

Знаки тьы-нома могут быть разделены на две группы: заимствованные из китайского языка и созданные самими вьетнамцами.

### Заимствованные знаки
Заимствованные из китайского языка знаки использовались для:
1. Записи китайских заимствований. Иногда иероглиф мог иметь два произношения: первое, более приспособленное к вьетнамской фонетике, и второе, более отражающее исходное среднекитайское прочтение. Например, 本 («корень; основание») мог произноситься как vốn или bản, причем первое произношение было более ассимилированным «прочтением ном», а последнее — так называемым «ханвьетским прочтением». Для обозначения «местного» прочтения к иероглифу могли добавляться диакритические знаки (ка-няй): когда 本 следовало читать как vốn, он писалось как 本𖿱, с диакритическим знаком в правом верхнем углу.
2. Запись собственно вьетнамских слов. Примером может быть использование 沒 для обозначения слова một («один»). В данном случае иероглиф употреблён фонетически, и не связан со значением слова в китайском языке (для этого слова есть и чисто вьетнамский иероглиф 𠬠). Существует мнение[что?], что во вьетнамском языке нет аналога японскому кунъёми, то есть собственно китайские иероглифы не подбирались по смыслу к вьетнамскому произношению. Однако некоторые[кто?] исследователи с этим не согласны.

### Изобретённые иероглифы
Изобретённые иероглифы могут быть разделены на:
1. Семантико-фонетические, состоящие из двух частей. Первая (заимствованный иероглиф или корень), показывает семантическую категорию, к которой относится слово (или само значение слова), а вторая часть (заимствованный или изобретённый иероглиф) — приблизительное звучание слова. Например, 𠀧 (ba, «три») состоит из 巴 (фонетической части) и 三 (семантической части). Это наиболее распространённая группа изобретённых иероглифов.
2. Сложно-семантические иероглифы, состоящие из двух китайских иероглифов, обозначающих слова с похожим значением. Например, 𡗶 (trời — «небо», «небеса») состоит из 天 («небо») и 上 («верхний»).
3. Видоизменённые китайские иероглифы, которые могут быть семантически или фонетически связаны с исходным китайским словом. Например, иероглиф 𧘇 (ấy — «тот») является упрощенной формой китайского 衣, и связан с ним фонетически. Вьетнамский иероглиф 爫 (làm — «работа», «труд») является упрощением китайского 為 и семантически с ним связан.

## Стандартизация
В 1867 году реформатор Нгуен Чыонг То выступил с предложением стандартизации тьы-ном (одновременно с ликвидацией классического китайского), однако новая система, названная им куок ам хан ты (вьет. quốc âm Hán tự, тьы-ном 國音漢字, «Ханьские знаки с народным произношением»), была отвергнута императором Ты Дыком.
Тьы-ном никогда не был официально стандартизирован, в результате чего вьетнамское слово на письме может быть представлено разными иероглифами. Например, само слово тьы (вьет. chữ, «знак», «письменность»), заимствованное из китайского языка, может быть записано как 字 (китайский иероглиф), 𡦂 (изобретённый «сложно-семантический» иероглиф) или 𡨸 (изобретённый «семантико-фонетический» иероглиф). Другим примером является слово béo («жир», «жирный»), которое может писаться как 脿 или как  (肉⿰報). Оба иероглифа являются изобретёнными и имеют семантико-фонетическую структуру, разница между ними состоит в фонетической части (表 против 報).

## Компьютеризация
Существует много программ, позволяющих писать тьы-ном, просто печатая по-вьетнамски в современной латинской графике, например:
- WinVNKey (Windows) — многоязычная вьетнамская клавиатура, поддерживающая тьы-ном, а также упрощенные и традиционные китайские иероглифы.
- Mojikyo — программа, поддерживающая китайскую, японскую и корейскую иероглифику.

Шрифты:
- VietUnicode (или здесь) — шрифты тьы-ном в формате Unicode.

Словари:
- The Nom foundation
- Chunom.org